# 高雄市立圖書館
高雄市立圖書館（英語：Kaohsiung Public Library），為臺灣高雄市公共圖書館系統，其最早可追溯自西元1916年成立的「文庫協贊會」，高雄市立圖書館除位於前鎮區的總館外，還有58所分館，另外還有7輛行動圖書館（物流車隊/服務專車）。2017年9月1日改制為行政法人，藉由人事、組織、財務及採購等制度鬆綁，以提高圖書資訊的專業度及服務效能。
各分館除一般藏書外，其中高雄文學館以文學為特藏，是最能體現文學特色與人文素養的圖書館；大東藝術圖書館以藝術為其館藏特色，並擁有樂譜、海報、手稿等相關特藏。其他分館則各依地方特性分別建立不同的特色館藏，民眾可以借到所需要的館藏資料與利用檢索服務；另各分館共有5,500席自修席位，提供民眾就近利用自修 ；總館閱覽席位及空間，以館內藏書閱覽服務為主，未提供自修服務。

## 歷史

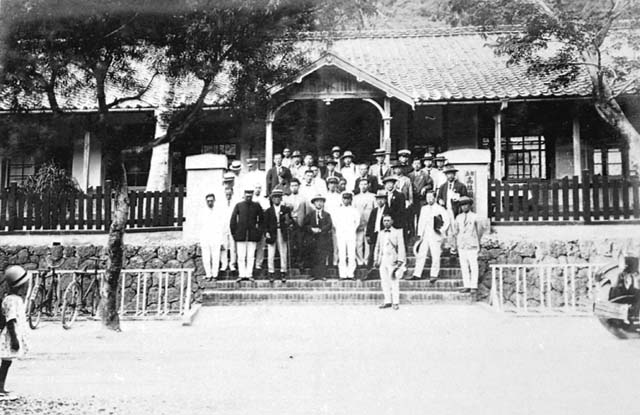
1929年10月2日，日本全國圖書館協議會來臺視察，圖為會員一行於市立高雄圖書館前合影，圖中館舍位於今武德殿西側。

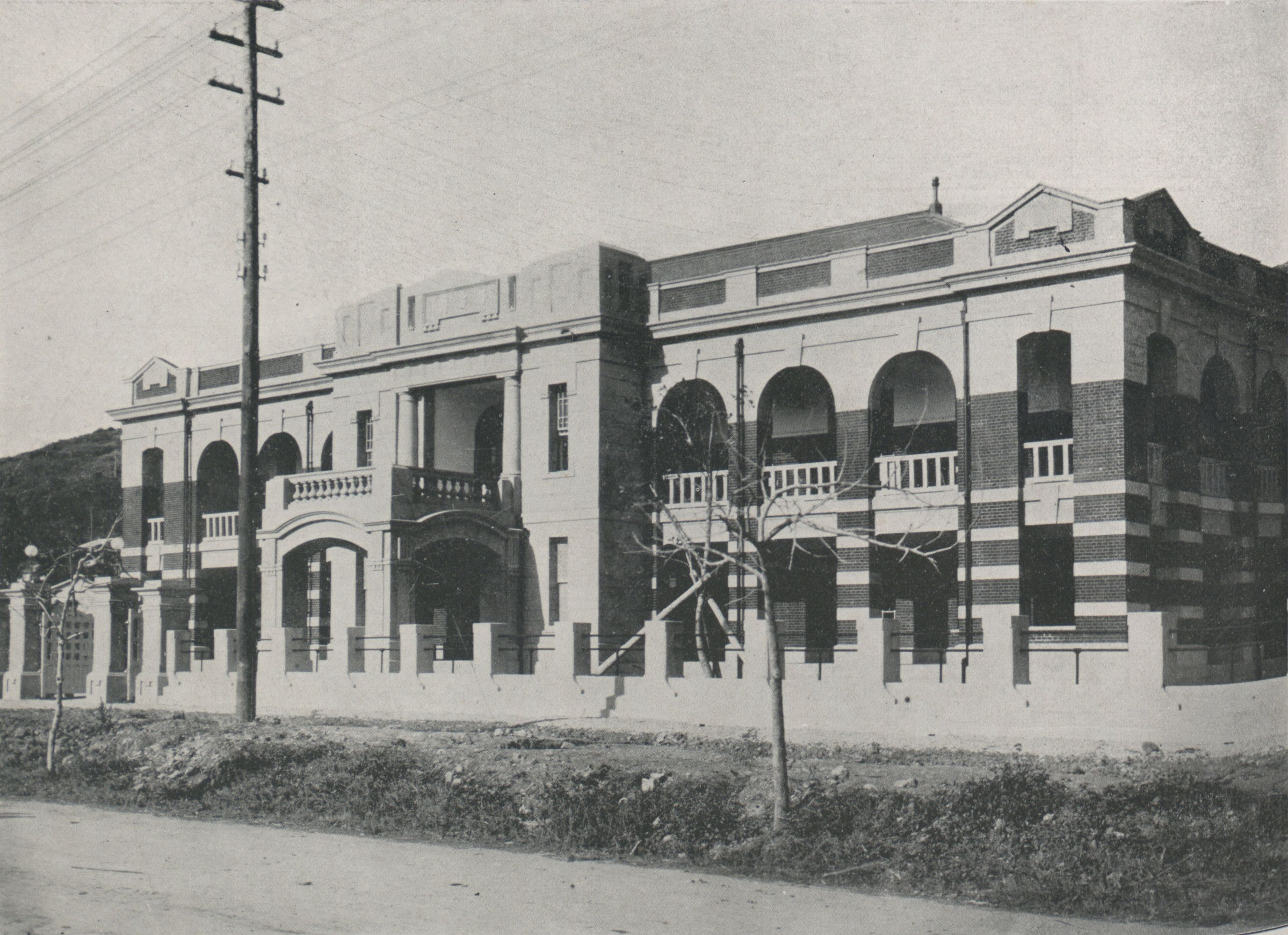
曾設有高雄圖書館的高雄公會堂

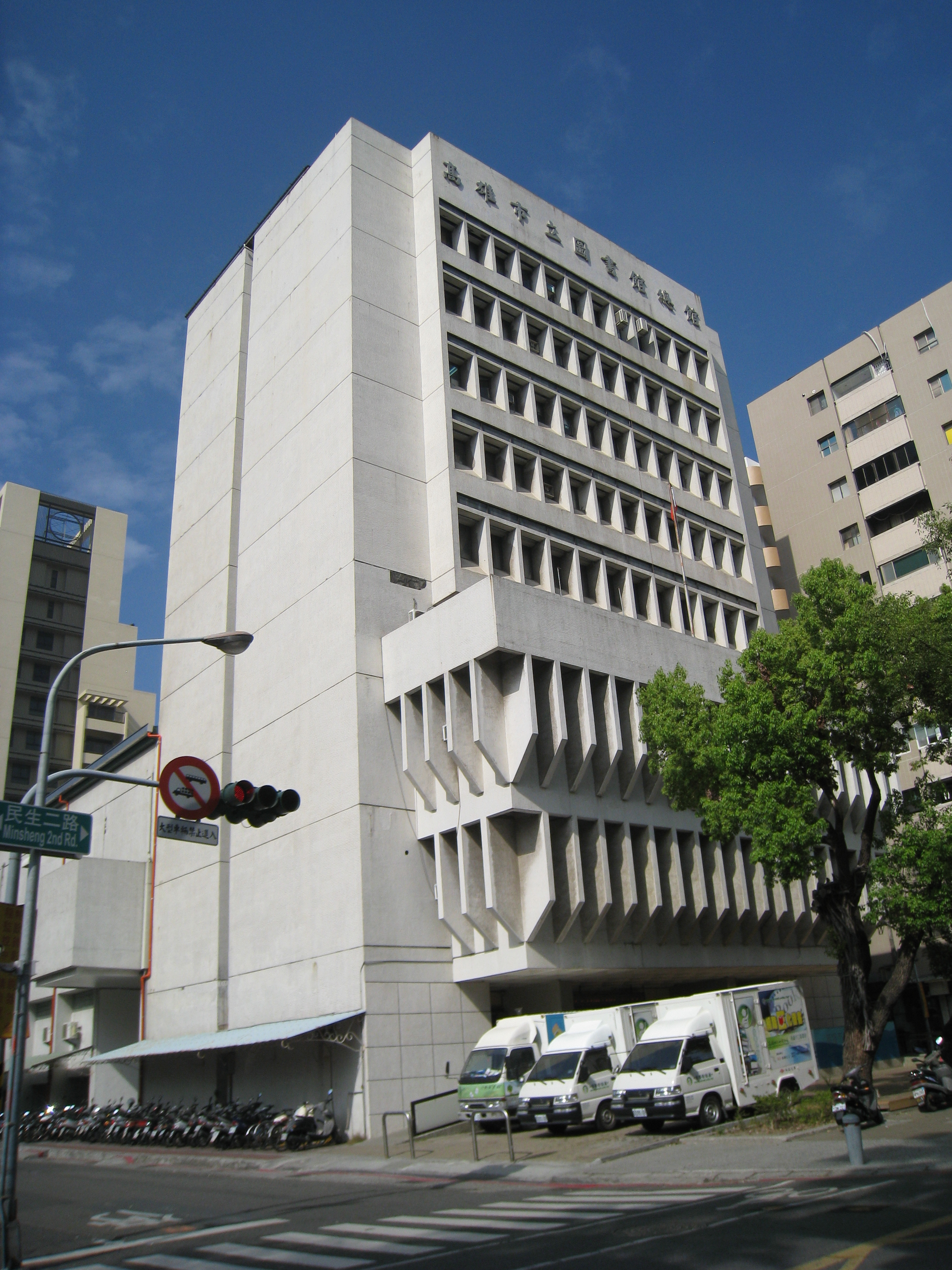
位於民生路的原高雄市立圖書館總館，館舍已於2021年10月拆除

西元1916年（大正5年），打狗的日本人成立「打狗文庫協贊會」，由組合會員每月捐二十錢支持財團法人打狗公會創立圖書館。1924年（大正13年）2月，移由高雄俱樂部管理。1925年（大正14年）3月31日，高雄市役所捐款繼承，改為「市立高雄圖書館」並於4月1日正式開館，而於1927年（昭和2年）6月遷至遷至原第一幼稚園處（高雄武德殿西側），昭和六年（1931年）五月遷至鼓山路與五福路的高雄公會堂內，戰後改稱民眾教育館。  
在1936年出版的論文集《大高雄建設論與市的現勢》中記載當時有和漢書6322冊、洋書117冊，地點位在山下町。二次世界大戰時，館舍不幸毀於高雄大空襲，藏書幾成灰燼，僅餘日文書籍（和漢書）四百餘冊，1945年戰後租賃館舍於鼓山一路的寶船寺（戰後廢寺，現違章建築處理大隊）。
1949年秋天，民眾教育館遷至中正四路，更名為高雄市立中山圖書館 。在1954年於民生二路39號建設新館時圖書館改成現在的名稱。
1963年，高雄市扶輪社籌建之「高雄市兒童圖書館」落成啟用並捐贈予市府；1993年起該館以「高雄市立圖書館智障兒童玩具圖書館」委託高雄市智障者福利促進會（2001年改名高雄市調色板協會）公辦民營並於當年10月17日開館，是台灣首座開辦早療服務的圖書館，2001年更名為「高雄市立圖書館調色板兒童玩具圖書館」，又稱「高雄市兒童玩具圖書館」；2013年9月閉館結束服務，2017年館舍拆除後，原址興建「高雄市李科永紀念圖書館」並於2018年8月落成啟用。
1978年高雄市改制直轄市，原有館舍遂感不敷使用，奉准將座落於民生二路80號新建之民眾活動中心撥交作為新址，並於1981年8月遷入啟用，原民生二路39號舊館址租給國民黨市黨部使用至1995年，由於本館圖書資料逐年成長，書刊典藏空間幾近飽和，於是爭取經費整修舊館址成為總館閱覽區（第二總館），1997年11月開放民眾使用，提供圖書閱覽、參考諮詢、期刊報紙閱覽、館際合作等服務，於2003年改造為高雄文學館。
1997年7月，高雄市立空中大學於小港分館、高雄市教師研習中心成立，移撥小港分館館舍為該校大學圖書館，移撥後圖書館分設「民眾部」及「大學部」，其中民眾部繼續開放社區服務，維持公共圖書館功能，隔年正式移撥編制員額予該館。
由於民生路館舍已趨近老舊，且原規劃建築結構為民眾活動中心之用，僅提供自修室、閱報服務及中興堂展演廳、展覽室辦理各類藝文展演活動與辦公廳舍，該館結構並未符合建築法規所規定之載重量，因此館內並無藏書，無法提供圖書借閱、參考諮詢服務，因而迭有民眾建議應儘速興建圖書總館，以滿足其資訊、閱讀之需求。為此新總館2010年開始招標選定於高雄市的新光路上建置新總館，最後由劉培森建築師事務所與竹中工務店團隊獲得第一名。新總館於2014年11月13日落成啟用試營運，興建經費15億，預計高雄市總館藏書達到100萬冊。

2010年12月25日，高雄市縣合併連帶原高雄縣轄27鄉鎮市立圖書館及原高雄市立文化中心圖書館併入本館編制，成為本館之分館。
2014年12月25日，茂林區、桃源區及那瑪夏區依《地方制度法》改制為直轄市山地原住民區，享有自治權，本館茂林分館、桃源分館及那瑪夏分館分別改制為茂林區立圖書館、桃源區立圖書館及那瑪夏區立圖書館，改由地方區公所管轄，並與高雄市立圖書館續為合作館關係，提供通閱服務。
2017年8月31日，行政法人化之董事會召開第1屆第1次會議，通過預算及人事任命等案。
2017年9月1日，由文化局下轄二級機關改制為行政法人，由高雄市政府直接監督。館長由董事會任命，藉由人事、組織、財務及採購等制度鬆綁，提高圖書資訊的專業度及服務效能。
2020年7月29日，結束與高雄市立空中大學圖書館之合作館關係，空大圖書館於創校之初以原高市圖小港分館編制改制而成，故館內分設「民眾部」與「大學部」；基於大專校院圖書館的性質及任務異於公共圖書館，原共同使用本館圖書館自動化系統的合作關係終止，該館改為自建獨立的圖書館自動化系統。

## 館舍介紹
- 前鎮區

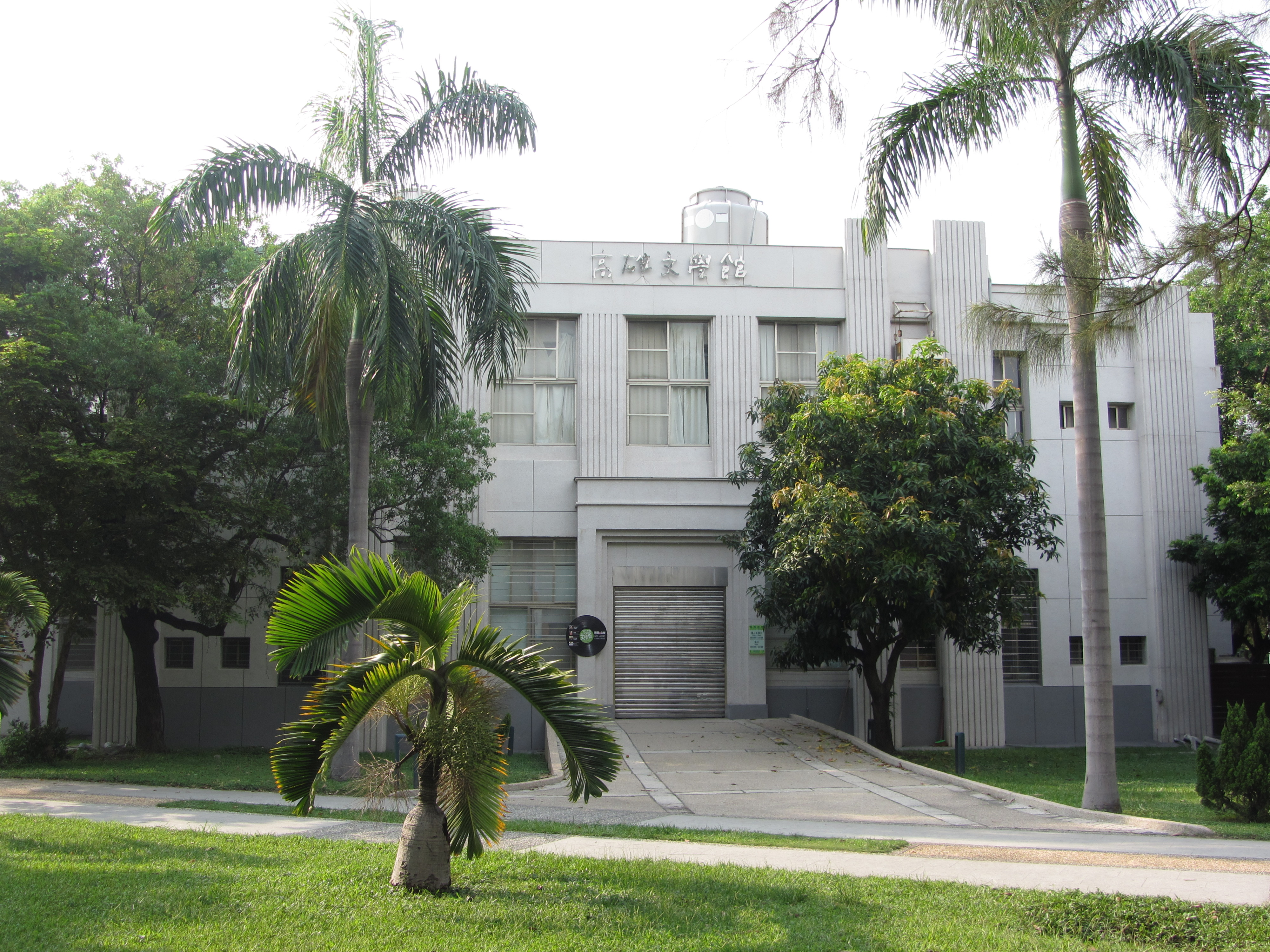
高雄文學館

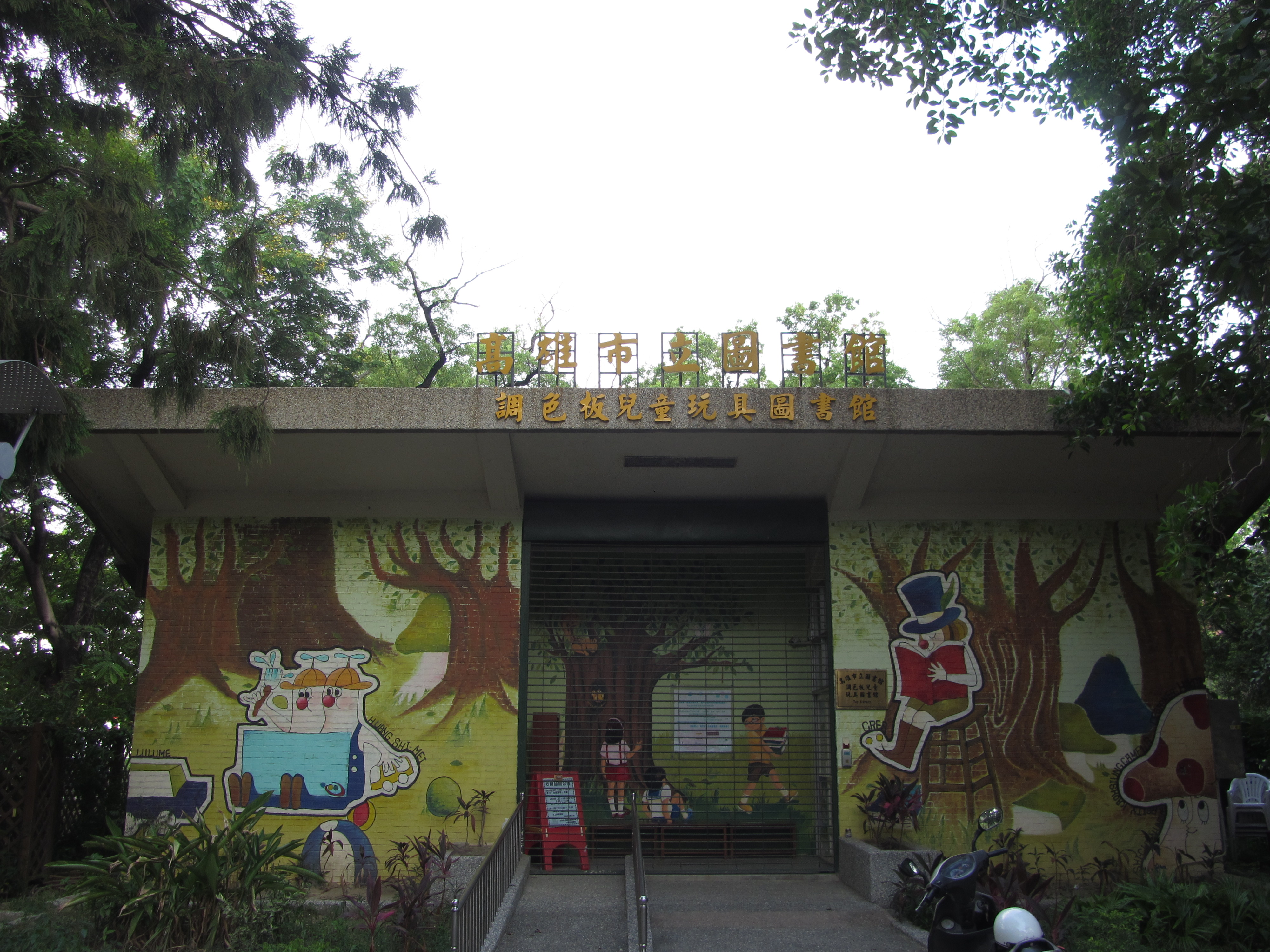
高雄市立圖書館兒童玩具圖書館，現已拆除

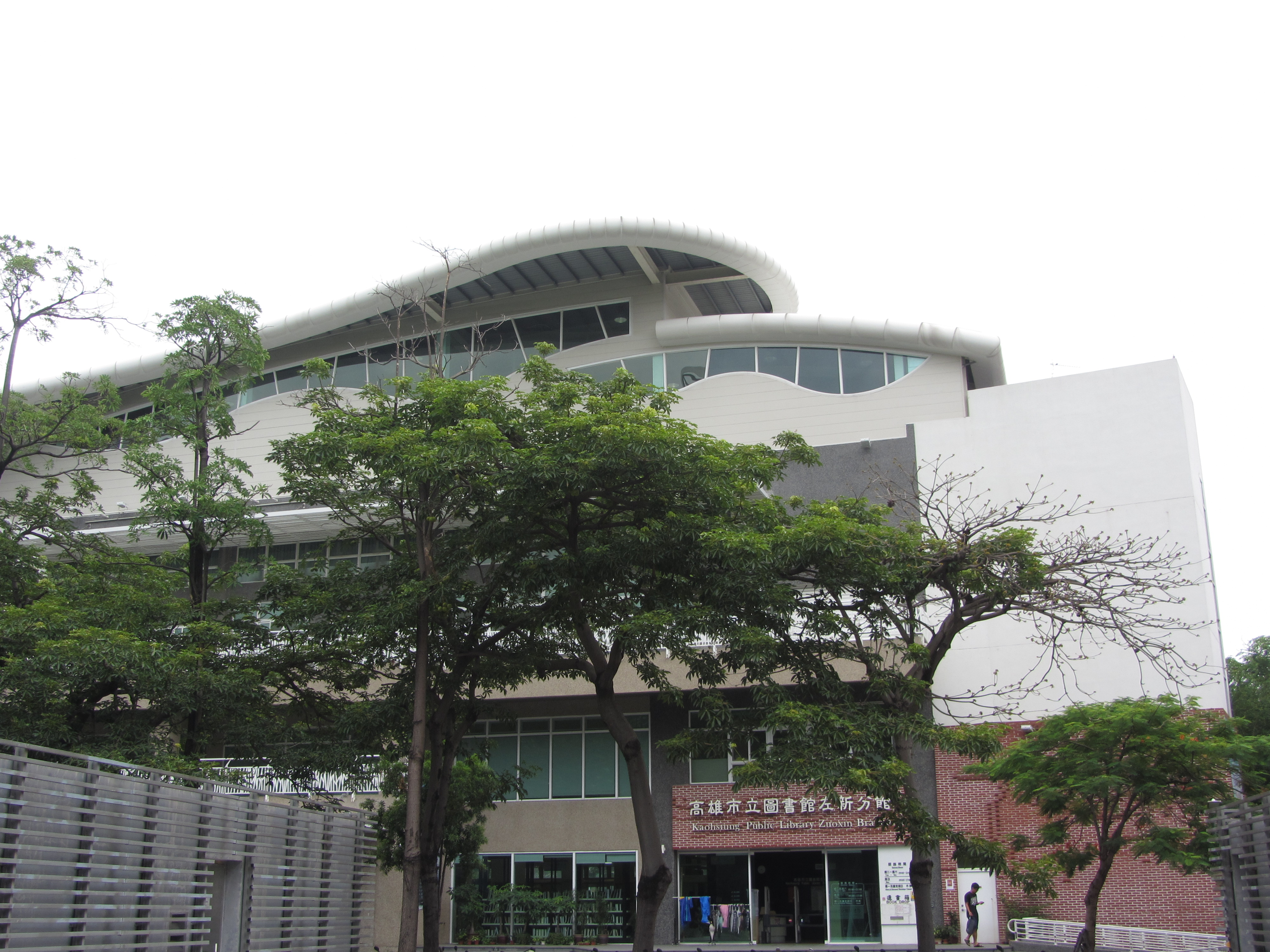
高雄市立圖書館左新分館

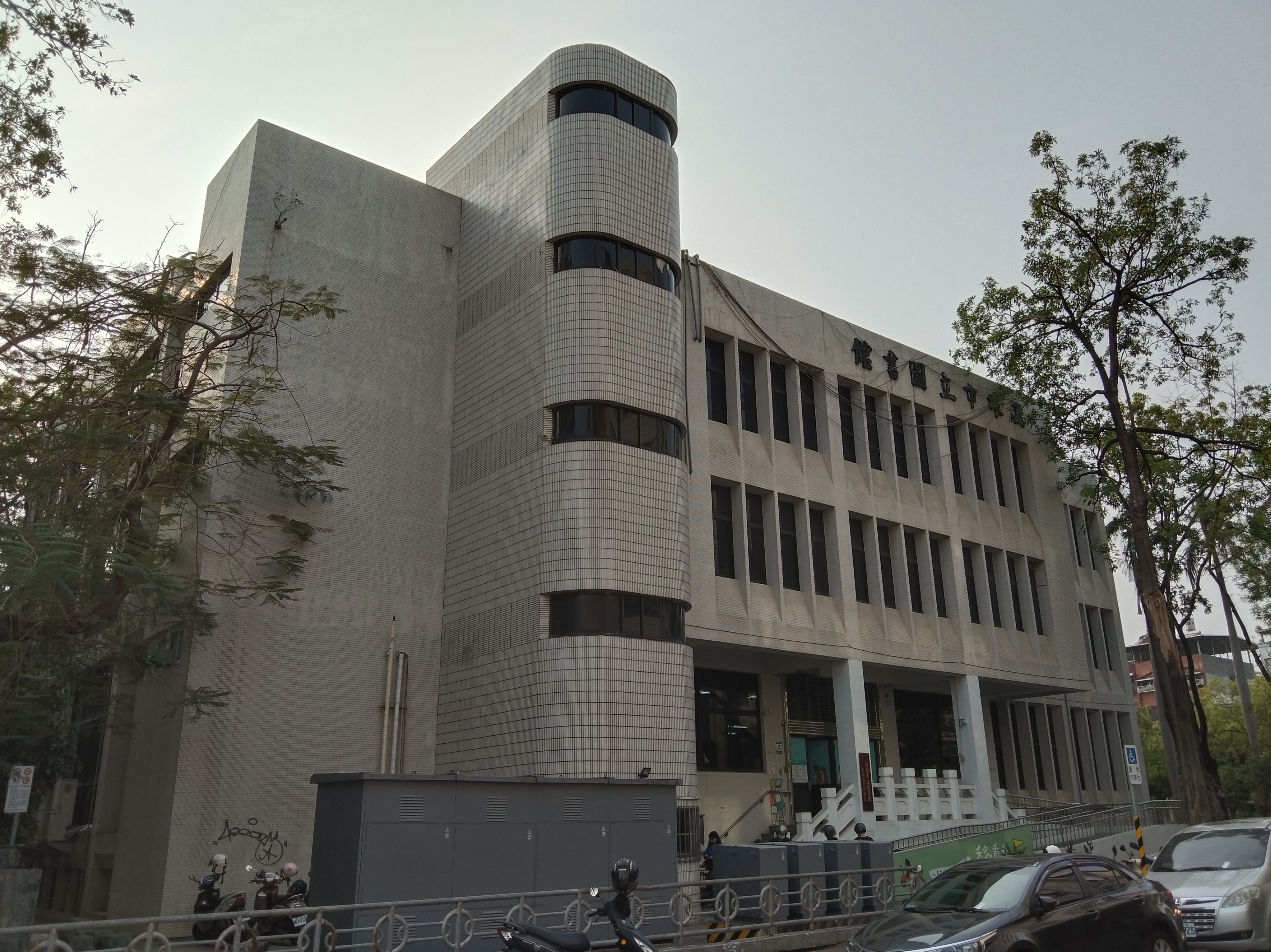
新興民眾閱覽室

  - 總館，2014年11月13日落成試營運，隔年1月1日正式啟用，館藏量：67萬多冊，除一般書籍外，設有多元文化區、參考資料區、留學資料區、青少年資料區、多媒體資料區、高雄書專區、視障資料區、語言學習區、樂齡資料區、期刊區及國際繪本中心。
  - 前鎮分館，館藏量：12萬多冊，以投資理財、原住民資料為其館藏特色。
  - 草衙分館，以勞工、多元文化為其館藏特色。

- 前金區
  - 高雄文學館，館藏量：12萬多冊，以高雄作家為其館藏特色。原為高雄市圖書館第二總館，位於高雄市前金區民生二路39號。民國92年，因『公共圖書館空間及營運改善計畫』而予以改造，在民國93年3月31日重新開館，更名為高雄文學館。位於高雄市前金區民生二路39號。
  - 李科永紀念圖書館，以生態保育及親職教育為特色館藏為主題，近年來新增青少年主題的書籍及桌遊空間。位於高雄市前金區民生二路37號。
- 新興區
  - 新興分館，館藏量：11萬多冊，以視障資料為其館藏特色。
  - 新興民眾閱覽室

- 苓雅區
  - 高雄市文化中心分館，由高雄市立文化中心圖書館於99年12月25日合入高雄市立圖書館成為分館之一，館藏量：21萬多冊，以表演藝術為其館藏特色。
  - 苓雅分館，館藏量：0.5萬多冊，以青少年讀物為其館藏特色。

- 鼓山區
  - 鼓山分館，館藏量：13萬5千多冊，以生態保育、柴山專區為其館藏特色。
  - 南鼓山分館，館藏量：9萬多冊，以地方文獻、銀髮族圖書為其館藏特色。

- 鹽埕區
  - 鹽埕分館，館藏量：8萬多冊，以漫畫、本土漫畫為其館藏特色。

- 旗津區
  - 旗津分館，館藏量：6.6萬多冊，以海洋生物為其館藏特色。
  - 國立高雄科技大學圖書館旗津分館（合作館）。

- 楠梓區
  - 右昌分館，館藏量：13萬多冊，原名「楠梓分館」，成立於民國65年10月31日，原址位於楠梓區楠梓新路416號，後因館舍空間不敷使用，乃另籌建新館舍，並於74年6月12日遷入現址（藍昌路72號），使用至今。於92年爭取文建會補助650萬元進行空間及營運改善工程，11月動工，93年3月31日重新開館啟用。楠仔坑分館啟用後，因館名與楠梓分館臺語讀音相同，為使民眾易於區分，楠梓分館依所在右昌地區更名為右昌分館，以體育與運動為其館藏特色。
  - 翠屏分館，館藏量：5萬多冊，以飲食文化為其館藏特色。
  - 楠仔坑分館，館藏量：6萬多冊，以童玩【民俗】為其館藏特色。
  - 國立高雄科技大學圖書館楠梓分館（合作館）。
  - 國立高雄科技大學圖書館第一分館（合作館）。

- 左營區
  - 左營分館，館藏量：21萬多冊，以旅遊為其館藏特色。
  - 左新分館，館藏量：18萬多冊，以科普為其館藏特色。

- 三民區
  - 三民分館，館藏量：16萬多冊，以生活保健為其館藏特色。
  - 寶珠分館，館藏量：15萬3千多冊，以社會教育為其館藏特色。
  - 陽明分館，館藏量：8萬多冊，以語言為其館藏特色。
  - 河堤分館，2014年11月2日正式開館，館藏量：8萬多冊，以愛河學、社區營造為其館藏特色。
  - 國立高雄科技大學圖書館建工分館（合作館）。

- 小港區
  - 小港分館，館藏量：5萬多冊，以天文、環保為其館藏特色。

- 鳳山區
  - 大東藝術圖書館，館藏量：15萬冊，以藝術為其館藏特色。
  - 中崙分館，2014年8月24日正式開館，以水資源為其館藏特色，取代鳳山分館。
  - 鳳山二館，館藏量：4萬多冊，以鳳山區地方自治及全國地方誌、生命科學為其館藏特色。
  - 曹公分館，館藏量：2萬多冊，以家政為其館藏特色。
  - 婦幼青少年館圖書館（合作館）。

- 仁武區
  - 仁武分館，以青少年文物為其館藏特色。
  - 澄觀分館，以漫畫、本土漫畫為其館藏特色。

- 鳥松區
  - 鳥松分館，以旅遊【溼地】為其館藏特色。

- 大寮區
  - 大寮分館，以玉石為其館藏特色。
  - 中分館，2014年1月25日正式開館，以推理、科幻、奇幻文學為其館藏特色。

- 林園區
  - 林園分館，以保育【紅樹林】為其館藏特色。
  - 林園二館，以環保為其館藏特色。

- 大樹區
  - 大樹分館，以語文為其館藏特色。
  - 大樹二館，以地方文獻史為其館藏特色。
  - 大樹三館，以農業為其館藏特色。
  - 義守大學圖書館校本部總館（合作館）。

- 大社區
  - 大社分館，以自然與人文為其館藏特色。

- 橋頭區
  - 橋頭分館，館藏量：5.3萬多冊，以地方鄉土文化、臺灣民主發展為其館藏特色。

- 岡山區
  - 岡山文化中心分館，館藏量：20萬多冊，以地方戲曲【皮影戲】為其館藏特色。
  - 岡山分館，館藏量：5萬多冊，以地方文獻及人文為其館藏特色。

- 路竹區
  - 路竹分館，以書法為其館藏特色。

- 湖內區
  - 湖內分館，以美術為其館藏特色。

- 阿蓮區
  - 阿蓮分館，以農業為其館藏特色。

- 梓官區
  - 梓官分館，以海洋文學為其館藏特色。
  - 梓官赤東分館，以海洋文學為其館藏特色。

- 彌陀區
  - 彌陀分館，以養殖漁業為其館藏特色。
  - 彌陀公園分館，以自然科學為其館藏特色。

- 永安區
  - 永安分館，館藏量：5萬多冊，以生活保健、養殖漁業為其館藏特色。

- 茄萣區
  - 茄萣分館，以家政為其館藏特色。

- 燕巢區
  - 燕巢分館，以自然生態為其館藏特色。
  - 國立高雄科技大學圖書館燕巢分館（合作館）。
  - 義守大學圖書館醫學院區分館（合作館）。

- 田寮區
  - 田寮分館，以地質、茶道為其館藏特色。

- 旗山區
  - 旗山分館，以地方文獻、建築景觀為其館藏特色。

- 美濃區
  - 美濃分館，以客家文史為其館藏特色。

- 甲仙區
  - 甲仙分館，以農業為其館藏特色。

- 內門區
  - 內門分館，以地方民俗【宋江陣】為其館藏特色。
  - 內門溝坪分館。
  - 內門內埔分館，以花卉為其館藏特色。
  - 內門木柵分館。
  - 實踐大學圖書館高雄分館（合作館）

- 杉林區
  - 杉林分館，以攝影、有機農業為其館藏特色。

- 六龜區
  - 六龜分館，以旅遊、觀光、溫泉為其館藏特色。
  - 一貫道天皇學院圖書館（合作館）。

- 茂林區
  - 茂林區立圖書館（合作館）

- 桃源區
  - 桃源區立圖書館（合作館）

- 那瑪夏區
  - 那瑪夏區立圖書館（合作館）

### 行動圖書館
高雄市立圖書館「行動圖書館」暨「故事媽媽列車」，自2006年11月底開跑以來，跑遍了全市各偏遠學區及弱勢團體已逾110個點。

### 智慧圖書館

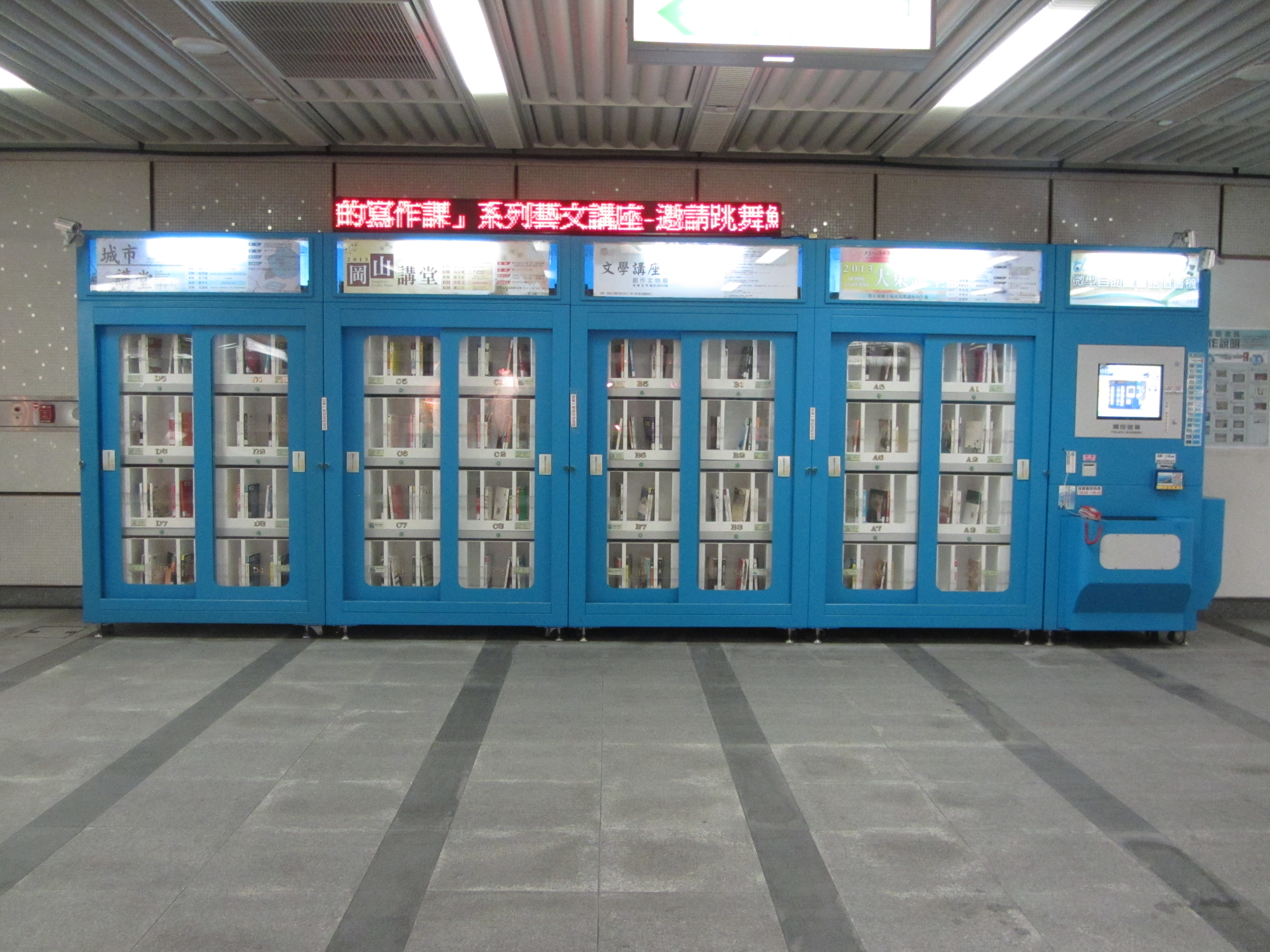
中央公園站的微型自助圖書館借書機（第一代）

高雄市立圖書館自2009年6月29日正式啟用「微型自助圖書館借書機」（Micro Self-service Library），使用RFID自助借還書的技術，四座書架大約1000多冊的書，欲借書需先辦有高雄市立圖書館的借閱證，並將借閱證與個人持有的一卡通結合。
- 岡山高醫站
- 左營／高鐵站
- 中央公園站

## 歷任首長

### 行政法人化前（～2017年8月）
館長
| 任次 | 姓名   | 就職時間      | 卸任時間      | 備註                                      |
| ---- | ------ | ------------- | ------------- | ----------------------------------------- |
|      | ???    | -             | -             | 暫無資料                                  |
|      | 田疊波 | 1955年7月     | 1957年        | [ 16 ]                                    |
|      | 易慶良 | 1957年        |               |                                           |
|      | ???    | -             | -             | 暫無資料                                  |
|      | 張國岱 | 1985年前後    | 1986年1月31日 |                                           |
|      | 鄭鐵梅 | 1986年1月31日 | 1989年2月24日 |                                           |
|      | 黃耀祖 | 1989年2月24日 | 2004年11月    |                                           |
|      | 施純福 | 2004年11月    | 2015年1月29日 |                                           |
| 代理 | 潘政儀 | 2015年1月29日 | 2016年1月28日 | 文化局主任秘書代理                        |
|      | 潘政儀 | 2016年1月29日 | 2017年8月31日 | 政府機關體制末任 續任行政法人化後首任館長 |

### 行政法人化後（2017年9月～）
董事會／監事會
董事會成員由高雄市政府聘任，並負責館務監督及館長任命。
| 屆次                        | 董事長                           | 董事會 | 監事會 |
| --------------------------- | -------------------------------- | --- | --- |
| 第一屆 2017/8/15～2020/8/14 | 尹立→王文翠→林思伶→林尚瑛→王文翠 | 尹立→王文翠→林思伶→林尚瑛→王文翠（高雄市政府文化局局長） 李幸娟→林清益（高雄市政府民政局專門委員） 陳石圍（高雄市政府勞工局代理局長） 陳美英（高雄市政府文化局專門委員） 游淑惠→李黛華（高雄市政府教育局主任秘書） 邱炯友（國立政治大學圖書資訊與檔案學研究所教授兼所長） 柯皓仁（國立臺灣師範大學圖書資訊學研究所教授兼圖書館館長） 陳昭珍（國立臺灣師範大學圖書資訊學研究所教授兼教務長） 阮氏青河（國立成功大學外語中心越南語講師） 王怡鳳（蒲公英故事閱讀推廣協會總幹事、獨立書店小房子書舖店主） 曾貴海（詩人、醫師）→鄭舜仁（正修科技大學副校長） 楊佳嫻（作家、國立清華大學中國文學系副教授） 蔡素芬（自由時報影藝中心副主任、林榮三文化公益基金會執行長） 鄭英耀（國立中山大學校長）→蔡清華（教育部政務次長） 戴莉珍（茉莉二手書店創辦人） | 李敏華→陳仙女（常務，高雄市政府文化局會計主任） 唐小菁（菁誠聯合律師事務所律師） 黃明紹（高雄市政府文化局法制秘書） 楊月雲（冠盟會計師事務所會計師） 應海利（高雄市政府教育局人事主任） |
| 第二屆 2021/1/5～2024/1/4   | 王文翠                           | 王文翠（高雄市政府文化局局長） 皮忠謀（高雄市政府勞工局主任秘書） 陳美英（高雄市政府文化局專門委員） 陳佩汝（高雄市政府參事、前高雄市政府教育局副局長） 柯皓仁（國立臺灣師範大學圖書資訊學研究所特聘教授兼圖書資訊學研究所副所長、圖書館前館長） 陳昭珍（國立臺灣師範大學圖書資訊學研究所名譽教授、中原大學講座教授兼圖書館館長） 楊智晶（南臺科技大學副教授、圖書館前館長） 阮氏青河（國立高雄科技大學外語教學中心兼任講師） 王怡鳳（蒲公英故事閱讀推廣協會總幹事、獨立書店小房子書舖店主） 曾貴海（詩人、醫師） 林達陽（作家、詩人） 吳錦發（作家、快樂電臺主持人） 翁慶才（高雄市雙語暨數位學習推動辦公室執行長） 莊祝娥（財團法人何嘉仁文教基金會執行長） 陳建潤（陳啟川先生文教基金會董事長特助、台灣愛玉生技公司執行長）                     | 陳仙女→黃麗玉（常務，高雄市政府文化局會計主任） 郭清寶（理維國際法律事務所律師） 黃明紹（高雄市政府文化局法制秘書） 楊月雲（冠盟會計師事務所會計師）                                    |
| 第三屆                      | 王文翠                           | 王文翠（高雄市政府文化局局長） 皮忠謀（高雄市政府勞工局主任秘書） 陳美英（高雄市政府文化局專門委員） 吳文靜（高雄市政府教育局副局長） 宋雪芳（淡江大學資訊與圖書館學系專任副教授兼覺生紀念圖書館館長） 宋慧筠（國立中興大學圖書資訊學研究所教授兼所長 楊智晶（南臺科技大學副教授、圖書館前館長） 葉乃靜（世新大學資訊傳播學系教授） 李金鴦（國立高雄師範大學國文系副教授） 陳氏蘭（國立高雄大學東亞語文學系副教授兼越南研究中心主任） 林達陽（作家、詩人） 吳錦發（作家、快樂電臺主持人） 鍾尚樺（三餘書店店長） 莊祝娥（財團法人何嘉仁文教基金會執行長） 陳建潤（陳啟川先生文教基金會董事長特助） | 黃麗玉（常務，高雄市政府文化局會計主任） 郭清寶（理維國際法律事務所律師） 黃明紹（高雄市政府文化局法制秘書） 詹淑薰（大中國際聯合會計師事務所會計師）                                   |

館長
館長由董事會任命
| 任次 | 姓名   | 就職時間      | 卸任時間      | 備註                                |
| ---- | ------ | ------------- | ------------- | ----------------------------------- |
| 1    | 潘政儀 | 2017年9月1日  | 2020年11月    | 行政法人化首任                      |
| 代理 | 林奕成 | 2020年11月    | 2024年5月29日 | 副館長任代理館長                    |
| 代理 | 陳美英 | 2024年5月29日 | 2024年8月15日 | 文化局專門委員代理館長 原高市圖董事 |
| 2    | 李金鴦 | 2024年8月16日 | 迄今          |                                     |

## 部門組織
- 董事會
- 董事長
  - 館長
    - 副館長
      - 行政長
        - 採編部
        - 閱覽部
        - 推廣部
        - 數位資源系統部
        - 研發部
        - 總務部
        - 人力資源部
        - 財務管理部

      - 國際事務長
        - 多元文化部
        - 國際繪本部

分館層級
- 一級分館：高雄文學館、高雄市文化中心分館、岡山文化中心分館、大東藝術圖書館、鼓山分館、右昌分館、左營分館、三民分館、前鎮分館、楠仔坑分館、左新分館、寶珠分館、河堤分館、草衙分館、小港分館、李科永紀念圖書館。

- 二級分館：旗津分館、新興分館(及新興民眾閱覽室)、鹽埕分館、苓雅分館、陽明分館、翠屏分館、岡山分館、燕巢分館、橋頭分館、梓官分館、茄萣分館、路竹分館、湖內分館、中崙分館、鳳山二館、鳳山曹公分館、大樹二館、大社分館、澄觀分館、仁武分館、鳥松分館、大寮分館、中庄分館、林園分館、美濃分館。

- 三級分館：南鼓山分館、梓官赤東分館、彌陀分館、彌陀公園分館、永安分館、阿蓮分館、田寮分館、大樹分館、大樹三館、林園二館、旗山分館、甲仙分館、內門分館、內門內埔分館、內門木柵分館、內門溝坪分館、杉林分館、六龜分館。

## 服務

### 借閱對象
- 個人借閱證：凡中華民國國民相關證明文件，大陸人士持居留證明文件，外籍人士持居留證或使館證明文件。
- 家庭借閱證：設籍高雄市之家戶（申請人必須為該家戶成員）。
- 班級借閱證：本市所屬公私立國民中學、小學與幼兒園，以班級為單位，由任課教師代表申請。
- 團體借閱證：設籍本市之公私立機關團體及捐助本館之非設籍本市機關團體。

### 借閱規定
總館
- 個人借閱證：借閱圖書30冊、視聽資料4件；借期28天。
- 家庭借閱證：借閱圖書10冊、視聽資料1件；借期14天。
- 班級借閱證：不開放借閱總館圖書資料。
- 團體借閱證：不開放借閱總館圖書資料。

續借：借期屆滿前3天辦理續借乙次，得上網或到館續借乙次。

預約：欲借閱已外借之圖書資料，民眾可上網或到館申請圖書預約服務，圖書歸還到館後，通知讀者到館取書。
大東藝術圖書館
- 個人借閱證：借閱圖書8冊、期刊1冊；借期14天。
  - (借閱加倍活動期間：一般圖書4冊、典範圖書4冊、期刊1冊；借期14天)
- 家庭借閱證：借閱圖書12冊、期刊1冊；借期7天。
  - (借閱加倍活動期間：一般圖書6冊、典範圖書6冊、期刊1冊；借期14天)
- 班級借閱證：暫不開放借閱大東藝術圖書館圖書資料。
- 團體借閱證：不適用於大東藝術圖書館資料。

續借：借期屆滿前7天辦理續借乙次，得上網或到館續借乙次。

預約：欲借閱已外借之圖書資料，民眾可上網或到館申請圖書預約服務，圖書歸還到館後，通知讀者到館取書。
其他分館
- 個人借閱證：借閱圖書30冊、過期期刊4冊、視聽資料4件；圖書、期刊借期28天，視聽資料、兒童圖書借期14天。
- 家庭借閱證：借閱圖書60冊、過期期刊10冊、視聽資料6件；圖書、期刊借期28天，視聽資料、兒童圖書借期14天。
- 班級借閱證：借閱圖書60冊；借期2個月；本證於一、二、六、七、八等月份學校放假期間，限借閱班級讀書會圖書。
- 團體借閱證：借閱圖書250冊；借期2個月。

續借：除班級借閱證與團體借閱證外，借期屆滿前3天如無人預約，得上網或到館續借乙次。

預約：欲借閱已外借之圖書資料，民眾可上網或到館申請圖書預約服務，圖書歸還到館後，通知讀者到館取書。
電子書線上借閱
持有借書證之讀者，每年自動核予「台灣雲端書庫 （页面存档备份，存于）」點數60點，每借閱1本電子書即扣1點，當年點數用完，須至隔年再自動核發。
- 電子書採線上閱覽，讀者可透過電腦網站或行動裝置app閱覽，借閱期限14天，到期後系統會自動歸還。
- 借閱和續借書籍時，系統會透過連線位置啟動高雄地區所在地理位置核對；借閱該書籍成功後，在借閱效期（14 天）內，不受所在位置影響。

### 通閱服務
為全國第一個公共圖書館專屬物流車隊，讀者可透過市圖網站或APP申請網路借書。免費於5日內由典藏分館移送圖書資料至讀者欲取書分館。
期刊、視聽、視障資料及大東藝術圖書館、那瑪夏、桃源、茂林區圖書館，因館藏量與交通因素，不提供網路外借服務，但前述圖書館可以申請取書服務。

## 外部連結
- 高雄市立圖書館全球資訊網 （页面存档备份，存于）